# Dave Morgan
Dave Morgan (n. 7 august 1944, Cranmore⁠(d), Mendip, Anglia, Regatul Unit – d. 6 noiembrie 2018, Leatherhead, Anglia, Regatul Unit) a fost un pilot englez de Formula 1 care a evoluat în Campionatul Mondial în sezonul 1975.